# Dorcadion suvorovianum
Dorcadion suvorovianum là một loài bọ cánh cứng trong họ Cerambycidae.